# 汉内斯·比约尼宁
汉内斯·比约尼宁（芬蘭語：Hannes Björninen，1995年10月19日—），芬兰男子冰球运动员。他曾代表芬兰参加2022年冬季奥林匹克运动会冰球比赛，获得一枚金牌。他也曾获2021年世界男子冰球锦标赛亚军。